# اهتزاز الأحبال الصوتية في الحروف الساكنة
في علم الصوتيات، تعتبر عملية الإجهار الصوتي هي تغيير في صوت الحروف وتحدث عندما يتم تحويل صوت الحرف الساكن إلى حرف صوتي أو مسموع ; اعتماداً على البيئة الصوتية الخاصة والمحيطة بالحرف. ويطلق على العملية المعاكسة أي تحويل صوت الحرف المجهور (مسموع) إلى مهموس (ساكن) بالهمس. في أغلب الأحيان يحدث هذا التغيير نتيجة لتماثل الصوت مع الصوت المجاور له والمعاكس للخاصية الصوتية (إجهار صوتي أو همس). ولكن يمكن حدوث هذا التغيير أيضاً في نهاية الكلمة أو في حالة الاتصال بحرف لين.
على سبيل المثال، في اللغة الإنجليزية يتم نطق الحرف اللاحق (- s) ب [s] إذا كان يُتبع بمقطع صوتي ساكن مثل (cats)، ويتم نطقه ب [z] إذا كان يُتبع بمقطع صوتي مسموع مثل (dogs). وفي اللغة العربية يتم نطق حرف ال (ب) بطريقتين مختلفتين على حسب الحرف السابق له. مثلاً، يكون حرف ال (ب) في كلمة (السبت) ساكناً لأنه يُتبع بحرف ال (س) الساكن وفي كلمة (الباب) يكون حرف (ب) مسموع لأنه يُتبع بحرف ال (ا) المسموع. يطلق على هذه النوع من المماثلة بالمماثلة التقديمية، أي عند تماثل الصوت أو الحرف الساكن الثاني بالأول، اما العملية المعاكسة لها فيطلق عليها بالمماثلة التراجعية.
ومن جانب آخر فإن الاستبدال الصوتي الموجود في صيغة الجمع قد بدأ يتراجع تدريجياً في اللغة الحديثة، حيث أنه من بين أنماط الاستبدال الصوتي المذكورة أدناه، يحتفظ العديد من المتحدثين فقط بالنمط [f-v] الذي يدعمه علم الإملاء. يعتبر هذا الإجهار الصوتي إحدى بقايا اللغة الإنجليزية القديمة، حيث كانت الحروف الساكنة المهموسة الواقعة بين حروف اللين المجهورة «المظللة» تحتوي على إجهار صوتي.
عندما أصبحت اللغة تحليلية بصورة أكبر وتصريفية بشكل أقل، توقف نطق حروف اللين النهائية أو المقاطع النهائية. على سبيل المثال، كلمة (knives) الحديثة هي كلمة تضم مقطعاً واحداً بدلاً من مقطعين، مع عدم نطق حرف اللين (e)، ومع ذلك يكثر حدوث الاستبدال الصوتي بين الحرفين (f)، (v).
·     knife – knives
·       leaf – leaves
·       wife – wives
·       wolf – wolves
·       [(bath ([θ]) - baths [(ð
·       [(mouth ([θ]) - mouths [(ð
·       [(oath ([θ]) - oaths [(ð
·       [(path ([θ]) - paths [(ð
·       [(youth ([θ]) - youths [(ð
·       [(house ([s]) – houses [(z
يحدث الاستبدال الصوتي أيضاً في اللغة العربية، ومن أمثلته كلمة «رَفْد» حيث يتم استبدال الحرف الساكن المهموس /ف/ بالحرف المجهور /ڤ/V/، ويحدث هذا نظراً لتأثر الفاء بجهر الدال فأصبحت مجهورة. ومثال آخر على ذلك في قوله تعالى: (وادّكَرَ بَعدَ أمَّة أنَا أنَبّئُكُم بتَأويله فَأَرسلُون) يوسف، حيث أن الفعل «ادّكَر» هو في الأصل «إذتكر» ولكن تأثرت التاء المهموسة بجهر الذال فأصبحت مجهورة واستبدلت بحرف الدال فيكون الفعل «إذدكر»، ويؤثر الحرف الصامت الشديد (الدال) بالحرف الصامت الرخو (الذال) فيتحول الذال إلى دال، ومن ثم تدغم الدالان ويصبح الفعل «ادّكَر».